# BeBox
BeBox – komputer z dwoma procesorami PowerPC oferowany przez firmę Be Inc. Dostarczany był z systemem operacyjnym BeOS (również tej firmy).
BeBox zadebiutował w październiku 1995 r. z procesorami 66 MHz (BeBox Dual603-66). We wrześniu 1996 wprowadzono model z procesorami 133 MHz (BeBox Dual603e-133). Produkcja została wstrzymana w końcu roku 1996. Firma skoncentrowała się na produkcji/sprzedaży oprogramowania.